# Jeffersonville (Illinois)
Pour les articles homonymes, voir Jeffersonville.
Jeffersonville, également appelé Gef, est un village situé au centre du comté de Wayne dans l'Illinois, aux États-Unis,. Il est incorporé le 20 mai 1907.

## Démographie
Lors du recensement de 2010, le village comptait une population de 367 habitants. Elle est estimée, en 2016, à 356 habitants.

## Personnalités notables
- Le gang des frères Shelton (en), composé de Carl, Earl et Bernie "Red" Shelton, tous les trois nés à Jeffersonville.

### Source de la traduction
- (en) Cet article est partiellement ou en totalité issu de l’article de Wikipédia en anglais intitulé « Jeffersonville, Illinois » (voir la liste des auteurs).